# Рубина, Дина Ильинична
Дина Ильи́нична Ру́бина (род. 19 сентября 1953, Ташкент, Узбекская ССР) — русская писательница, редактор, киносценарист.

## Биография
Родилась 19 сентября 1953 года в Ташкенте в семье художника Ильи Давидовича Рубина (родом из Харькова) и учительницы истории Риты Александровны Рубиной (урождённой Жуковской, родом из Полтавы). Мать эвакуировалась в Ташкент в семнадцатилетнем возрасте во время войны, отец поселился у родителей в Ташкенте, вернувшись с фронта после демобилизации. Дину Рубину назвали в честь Дины Дурбин — киноактрисы, звезды Голливуда 1940-х годов.
Окончила специализированную музыкальную школу имени В. А. Успенского при ташкентской консерватории. Впечатления от школы вошли в сборник повестей и рассказов «Уроки музыки».
В 1977 году Рубина окончила ташкентскую консерваторию, преподавала в Институте культуры в Ташкенте. C Ташкентом 1940-х — 1960-х годов тесно связаны сюжет и жизнь героев её романа «На солнечной стороне улицы».
Первые юношеские произведения Дины Рубиной были опубликованы на страницах журнала «Юность». Первый рассказ семнадцатилетней писательницы, напечатанный в журнале, назывался «Беспокойная натура» и был опубликован в 1971 году в разделе журнала «Зелёный портфель». Литературную известность Дине Рубиной принесла публикация в 1977 году повести «Когда же пойдёт снег?..». В ней девочка встречает свою любовь накануне смертельно опасной операции. По этому произведению был снят фильм, поставлены теле- и радиоспектакль, написана пьеса, которая много лет шла на сцене Московского ТЮЗа. В том же году, в возрасте 24 лет, она стала членом Союза писателей УзССР — на тот момент самым молодым в стране членом подобных организаций. В 1979 году стала членом СП СССР.
На съёмках фильма «Наш внук работает в милиции» (1984) по повести «Завтра, как обычно» писательница познакомилась со своим вторым мужем, и уехала с ним в Москву. Фильм получился неудачным, но после него Дина Рубина написала одну из лучших своих вещей «Камера наезжает». В Москве писательница жила и работала до отъезда на постоянное место жительства в Израиль в конце 1990 года.
После переезда в Израиль работала литературным редактором в еженедельном литературном приложении «Пятница» к русскоязычной газете «Наша страна».
В эти годы произведения Рубиной начинают публиковать российские журналы «Новый мир», «Знамя», «Дружба народов».
В 2001—2003 года работала в Москве в должности руководителя культурных программ Еврейского агентства (Сохнут).
Долгое время Дина Рубина жила в городе Маале-Адумим, описанном в некоторых её произведениях. В настоящее время проживает в городе Мевасерет-Цион.
Рубина стала автором трёх вариантов «Тотального диктанта», который прошёл в 2013 году.
3—4 октября 2014 года приняла участие в театрализованных онлайн-чтениях «Каренина. Живое издание».
Член Союза писателей Узбекской ССР (1978), Союза писателей СССР (1979), международного ПЕН-клуба, Союза русскоязычных писателей Израиля (1990).

## Семья

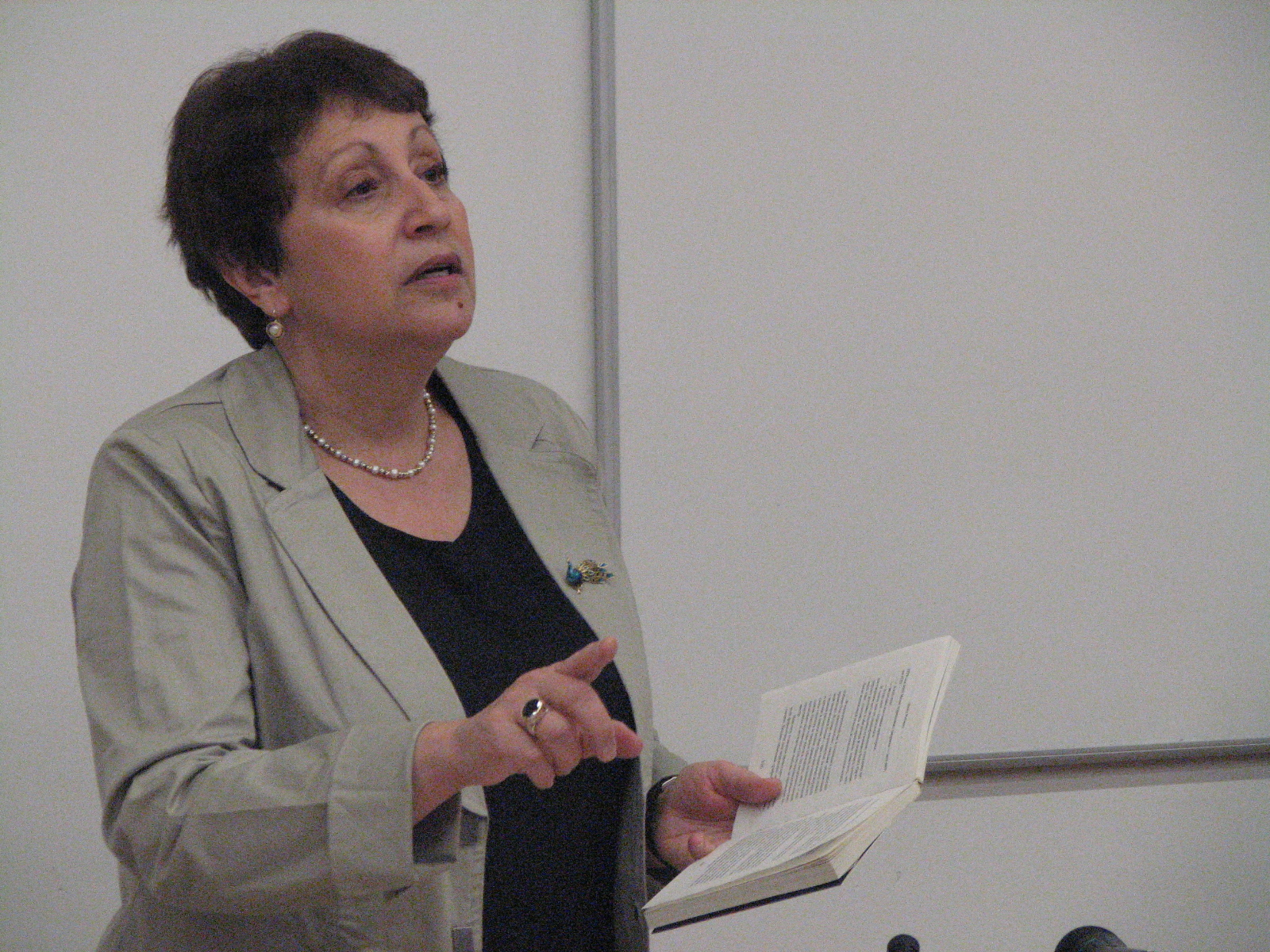
Дина Рубина, Литературный фестиваль, Таллинский университет, 8 мая 2011

От первого брака (в 1973—1978 годах) — сын Дмитрий (род. 1976).
Второй муж (с 1984 года) — художник Борис Карафелов, постоянный иллюстратор её произведений. Дочь — Ева Гасснер (род. 1986).
Сестра — Вера Рубина, скрипачка и музыкальный педагог в Бостоне.

## Литературные награды
- Премия Министерства культуры Узбекистана за пьесу «Чудесная дойра» для театра музыкальной комедии, написанную ею совместно с поэтом Рудольфом Баринским в конце 1970-х годов XX века в Ташкенте, по мотивам узбекских народных сказок.
- Премия имени Арье Дульчина (Израиль) за книгу «Один интеллигент уселся на дороге».Дина Рубина. Петах-Тиква. Израиль. 2024

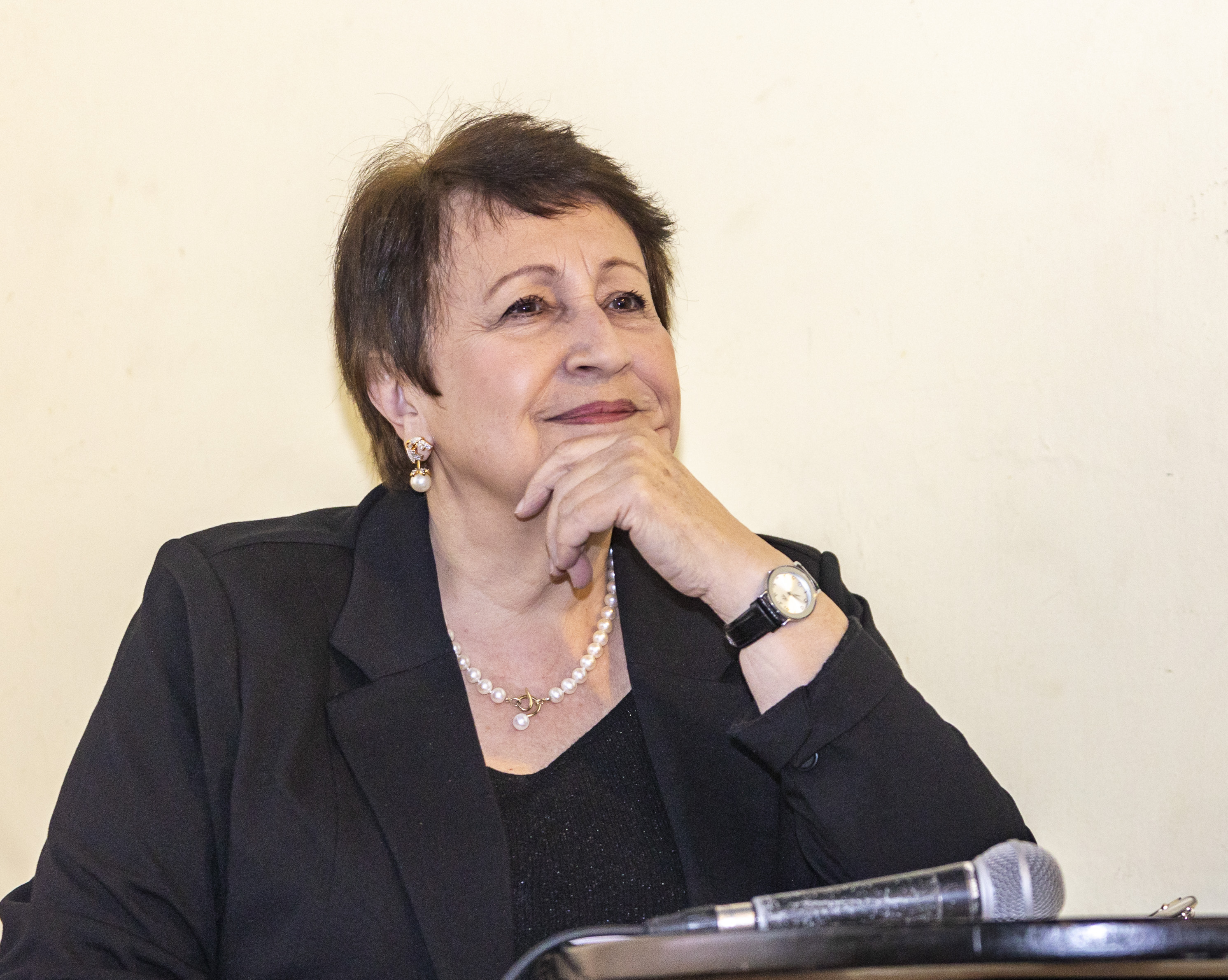
Дина Рубина. Петах-Тиква. Израиль. 2024

- Премия Союза писателей Израиля за роман «Вот идёт Мессия!».
- Российская премия «Большая книга» за 2007 год[17] за роман «На солнечной стороне улицы».
- март 2008 — премия[18] Благотворительного фонда Олега Табакова[19] за рассказ «Адам и Мирьям», опубликованный в журнале «Дружба народов», № 7, 2007 год.
- апрель 2009 — премия «Портал», лучшее фантастическое произведение (крупная форма) за роман «Почерк Леонардо»

## Политическая позиция
В 2014 году, после российской аннексии Крыма и начала войны на Донбассе, поддержала Украину и заявила, что ей «омерзительно насилие и нападение на соседнее государство, омерзительна любая аннексия чужой территории».
В 2025 году, выступая в поддержку военных действий Израиля в Газе, и его права на самозащиту, заявила, что он имеет право «растворить их всех в соляной кислоте», а также «расчистить Газу и превратить её просто в парковку», поскольку «там нет мирных жителей».

## Критика
Высказывания Рубиной о войне в Газе были вырезаны из эфира «Дождя», но интервьюер Михаил Козырев разместил их на своей странице Facebook, что вызвало ожесточённые споры. Журналист Илья Азар раскритиковал высказывания Рубиной как антигуманные. Козырев извинился перед Рубиной и телеканалом «Дождь». Вследствие высказываний писательницы, в Узбекистане, Казахстане и Грузии был отменён ряд её выступлений.

## Издания
- Полное собрание романов в одном томе.
- Полное собрание повестей в одном томе.
- Полное собрание рассказов в одном томе.
- Собрание романов Д. Рубиной. М.,Эксмо,2008, 464 с., 75 100 экз., ISBN 978-5-699-27962-3, 978-5-699-27369-0
- 17 рассказов. Эксмо, 2014
- «Адам и Мирьям». Авторский сборник. М.: Эксмо, 2010,416 с., 4 000 экз., ISBN 978-5-699-39797-6
- Альт перелётный. М., Эксмо-пресс, 2008
- Ангел конвойный. М., 1997
- Ангел конвойный. М., 2006
- «Астральный полёт души на уроке физики» М., Астрель, 2000
- «Астральный полёт души на уроке физики» М., 2003, 2005
- «Белая голубка Кордовы» М.: Эксмо, 544 с., 80000 экз., ISBN 978-5-699-37343-7
- Белый осёл в ожидании спасителя. М., Эксмо, 2014
- «Больно только когда смеюсь». М.: Эксмо, ISBN 978-5-699-43666-8; 2010 г.
- В России надо жить долго. М.: Эксмо, 2010
- Вид из окна съёмной квартиры. М., Эксмо, 2008, 2009
- Во вратах твоих. Екатеринбург, 2002.
- «Воскресная месса в Толедо» М.:Вагриус, 2002
- «Вот идёт Мессия!» — М., Подкова, 1999
- «Вот идёт Мессия!» — СПб, Ретро, 2000, 2001
- «Вот идёт Мессия!» — Екатеринбург, 2002
- «Высокая вода венецианцев» — М., Вагриус, 2001
- «Высокая вода венецианцев» — М., 2011
- Гладь озера в пасмурной мгле. — М., 2007, 2008
- «Глаза героя крупным планом» — Екатеринбург, 2002
- «Глаза героя крупным планом» — М., Вагриус, 2002
- Горячие звёзды. М., 2010
- Двое на крыше. Эксмо, 2015
- Двойная фамилия. М., Советский писатель, 1990
- Двойная фамилия. Эксмо, 2007
- Двойная фамилия. Эксмо, 2014
- Джаз-банд на Карловом мосту. Эксмо, 2011
- «Дом за зелёной калиткой» — Ташкент, 1982
- «Дом за зелёной калиткой» — Екатеринбург, 2002
- «Дом за зелёной калиткой» — М., Вагриус, 2002
- «Дом за зелёной калиткой» — Эксмо, 2014
- Душегубица, Эксмо, 2010
- Еврейская невеста. Эксмо, 2012
- Завтра как обычно, Эксмо, 2011, 2014
- Иерусалимский синдром. Эксмо, 2008, 2009
- Иерусалимцы. М., Эксмо, 2011
- Итак, продолжаем. Эксмо-пресс, 2007
- Их бин нервосо. М., 2007
- Камера наезжает. — М., 1996
- Камера наезжает. — М., 2005
- Когда выпадет снег. — Екатеринбург, 2000, 2001, 2002
- «Когда же пойдёт снег…?» — Ташкент, 1980
- Любка. — М., Эксмо, 2011
- Мастер-тарабука. М., Эксмо, 2005
- «Миф сокровенный…». М.: Эксмо, 2010, 432 с., 4000 экз., ISBN 978-5-699-41269-3
- На Верхней Масловке. Екатеринбург, 2001, 2002. Прототипом героини повести послужила скульптор Нина Ильинична Нисс-Гольдман.
- На Верхней Масловке. М, Эксмо, 2004
- На Верхней Масловке. М, 2007,2008, 2009
- На исходе августа, Эксмо, 2014
- «На солнечной стороне улицы» М., Эксмо, 2006, 2007, 2010, 2011
- «Наш китайский бизнес» М., Эксмо, 2004, 2007
- Не оставляй меня одного. Эксмо, 2013
- «Несколько торопливых слов любви» СПб, Ретро, 2003, 2005
- «Несколько торопливых слов любви» Екатеринбург, 2004
- О любви. М., 2011
- «Один интеллигент уселся на дороге» СПб, Симпозиум, 2000
- «Один интеллигент уселся на дороге» СПб, Ретро, 2001
- Озябшие странники. Эксмо, 2013
- Окна. Эксмо, 2012
- «Отворите окно!» Ташкент, 1987
- «Под знаком карнавала» Екатеринбург, 2000, 2001, 2002
- «Последний кабан из лесов Понтеведра» СПб, Симпозиум, 2000
- «Последний кабан из лесов Понтеведра» СПб, Ретро, 2002
- «Последний кабан из лесов Понтеведра» М., Эксмо, 2011
- «Почерк Леонардо» М., Эксмо, 2011
- Ральф и Шура. Эксмо. 2014
- Русская канарейка. Эксмо, 2011
- «Синдикат» М. Эксмо, 2004, 2007, 2010, 2014
- «Синдром Петрушки». М.: Эксмо, 2011, 432 с., 100 000 экз., ISBN 978-5-699-45611-6
- «Старые повести о любви». М.: Эксмо, 2007, 224 с., 20 000 экз., ISBN 978-5-699-24508-6.
- Тёплые штаны для вашей мами. Эксмо. 2015. ISBN 978-5-699-84796-9
- Терновник. СПб, Ретро, 2001
- Туман. Эксмо, 2011
- «Уроки музыки» М., Гудбял-пресс, 1998
- Уроки музыки. Эксмо, 2014
- Фарфоровые затеи. Эксмо, 2014
- Холодная весна в Провансе. — М., Эксмо, 2005, 2007, 2010
- Цыганка. Эксмо, 2011. Основан на реальной семейной истории писательницы[26].
- «Чем бы заняться?» — СПб, Ретро, 2001, 2002
- Чужие подъезды. — М., 2010
- Школа беглости пальцев. 2007
- Я кайфую, 2014.
- Яблоки из сада Шлицбутера. 2015

### Романы

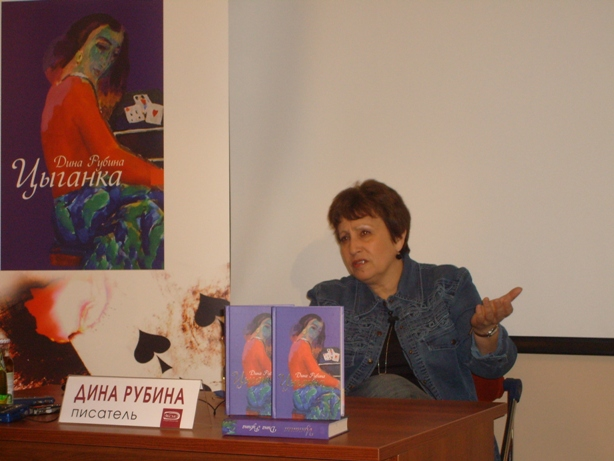
Дина Рубина на презентации сборника «Цыганка», Москва, Дом русского зарубежья, 13 сентября 2007

- 1996 — «Вот идёт Мессия!» ИЗД Ретро СПб
- 1998 — «Последний кабан из лесов Понтеведра»
- 2004 — «Синдикат», роман-комикс[27][28]
- 2006 — «На солнечной стороне улицы»[29] (четыре издания).
- 2008 — «Почерк Леонардо» Серия: Собрание романов Д. Рубиной. Издательство «Эксмо», твёрдый переплёт, 464 с., тираж 75100 экз., ISBN 978-5-699-27962-3, 978-5-699-27369-0
  - 2008 г. Серия: Большая литература. Издательство «Эксмо», твёрдый переплёт, 464 с., тираж 75100 экз., ISBN 978-5-699-27369-0
  - 2009 г. Серия: Большая литература. Издательство «Эксмо», мягкая обложка, 576 с., тираж 25000 экз., ISBN 978-5-699-32916-8
  - 2010 г. Серия: Большая литература. Издательство «Эксмо», твёрдый переплёт, 464 с., тираж 4000 экз., ISBN 978-5-699-41815-2
- 2009 — «Белая голубка Кордовы». Издательство «Эксмо», твёрдый переплёт, 544 с., тираж 80000 экз., ISBN 978-5-699-37343-7
  - 2010 г. Серия: Большая литература. Издательство «Эксмо», мягкая обложка, 704 с., тираж 20100 экз., ISBN 978-5-699-44056-6
- 2010 — «Синдром Петрушки». Издательство «Эксмо», твёрдый переплёт, 432 с., тираж 100000 экз., ISBN 978-5-699-45611-6
- 2014 — «Русская канарейка». Кн. 1, «Желтухин». Издательство «Эксмо», твёрдый переплёт, 480 с., ISBN 978-5-04-093698-4
- 2014 — «Русская канарейка». Кн. 2, «Голос». Издательство «Эксмо», твёрдый переплёт, 512 с., ISBN 978-5-04-094049-3
- 2014 — «Русская канарейка». Кн. 3, «Блудный сын». Издательство «Эксмо», твёрдый переплёт, 448 с., ISBN 978-5-04-095218-2
- 2017 — «Бабий ветер». Издательство «Эксмо», твёрдый переплёт, 320 с., тираж 70000 экз., ISBN 978-5-699-96406-2
- 2018 — «Наполеонов обоз». Кн. 1, «Рябиновый клин». Издательство «Эксмо», твёрдый переплёт, 448 с., тираж 80000 экз., ISBN 978-5-04-098081-9
- 2019 — «Наполеонов обоз». Кн. 2, «Белые лошади». Издательство «Эксмо», твёрдый переплёт, 480 с., тираж 65000 экз., ISBN 978-5-04-099553-0
- 2019 — «Наполеонов обоз». Кн. 3, «Ангельский рожок». Издательство «Эксмо», твёрдый переплёт, 480 с., тираж 65000 экз., ISBN 978-5-04-106025-1
- 2020 — «Одинокий пишущий человек». Издательство «Эксмо», твёрдый переплёт, 608 с., ISBN 978-5-04-110763-5
- 2021 — «Маньяк Гуревич». Издательство «Эксмо», твёрдый переплёт, 512 с., тираж 50000 экз., ISBN 978-5-04-154907-7
- 2024 — Дизайнер Жорка. Книга первая. Мальчики

### Сборники повестей и рассказов
- 1980 — «Когда же пойдёт снег?..»
- 1982 — «Дом за зелёной калиткой»
- 1987 — «Отворите окно!»
- 1990 — «Двойная фамилия»
- 1994 — «Один интеллигент уселся на дороге»
- 1996 — «Уроки музыки»
- 1997 — «Ангел конвойный»
- 1999 — «Высокая вода венецианцев»
- 1999 — «Астральный полёт души на уроке физики»
- 2002 — «Глаза героя крупным планом»
- 2002 — «Воскресная месса в Толедо»
- 2002 — «Во вратах твоих»
- 2003 — «Несколько торопливых слов любви»
- 2004 — «Наш китайский бизнес»
- 2005 — «Мастер-тарабука»
- 2007 — «Старые повести о любви». М.: Эксмо, 2007 (серия «top-книга»), мягкая обложка, 224 с., тираж 20 000 экз., ISBN 978-5-699-24508-6. (Повести «Чужие подъезды» и «Завтра, как обычно».)
- 2008 — «Астральный полёт души на уроке физики»
- 2008 — «Итак, продолжаем!..»
- 2008 — «Чужие подъезды»
- 2008 — «Холодная весна в Провансе»
- 2008 — «Камера наезжает!..» повесть
- 2009 — «Любка»
- 2010 — «Миф сокровенный…». Издательство «Эксмо». Твёрдый переплёт, 432 с., тираж 4000 экз., ISBN 978-5-699-41269-3
- 2010 — «Больно только когда смеюсь». Издательство «Эксмо». ISBN 978-5-699-43666-8; 2010 г.
- 2010 — «Адам и Мирьям». Авторский сборник. Издательство «Эксмо». Твёрдый переплёт, 416 с., тираж: 4000 экз., ISBN 978-5-699-39797-6
- 2010 — «Фарфоровые затеи»
- 2011 — «Душегубица»
- 2012 — «Окна»
- 2015 — «Коксинель»
- 2019 — «Вавилонский район безразмерного города». Издательство «Эксмо». Твердый переплет, 352 с., тираж 5000 экз., ISBN 978-5-04-100597-9
- 2023 — «Не вычеркивай меня из списка». Издательство: Эксмо. Твердый переплет, 416 с. Тираж 25000 экз.,  ISBN 978-5-04-175409-9

### Эссе
- 1994 — «Дети»
- 1995 — «Я не любовник макарон, или кое-что из иврита»
- 1995 — «Иерусалимский автобус»
- 1996 — «Под знаком карнавала»
- 1997 — «Я — офеня»
- 1997 — «Позвони мне, позвони!»
- 1997 — «А не здесь вы не можете не ходить?!»
- 1997 — «Майн пиджак ин вайсе клетка…»
- 1997 — «А не здесь вы не можете не ходить?!»
- 1998 — «Чем бы заняться?»
- 1999 — «…Их бин нервосо!»
- 2001 — «Чем бы заняться?»
- 2007 — «Послесловие к сюжету»

## Экранизации по произведениям Дины Рубиной
- 1979 — Когда же пойдёт снег? (СССР, телеспектакль, реж. Семен Бульба, Владимир Загоруйко)
- 1984 — Наш внук работает в милиции (СССР, полнометражный фильм, реж. Камара Камалова)
- 2004 — На Верхней Масловке (Россия, полнометражный фильм, реж. Константин Худяков)
- 2006 — Двойная фамилия (Россия, полнометражный фильм, реж. Станислав Митин)
- 2009 — Любка (Россия, полнометражный фильм, реж. Станислав Митин)
- 2011 — На солнечной стороне улицы (Россия, телесериал, реж. Валерий Усков, Владимир Краснопольский)
- 2014 — Конец эпохи (короткометражный фильм, реж. Софья Чернышева)
- 2015 — Синдром Петрушки (Россия, полнометражный фильм, реж. Елена Хазанова)
- 2019 — Дина Рубина. На солнечной стороне (документальный фильм, реж. Станислав Митин)